# AEGON Surbiton Trophy 2016
Die AEGON Surbiton Trophy 2016 waren ein Tennisturnier des ITF Women’s Circuit 2016 für Damen und ein Tennisturnier der ATP Challenger Tour 2016 für Herren in Surbiton. Beide Turniere fanden zeitgleich vom 5. bis 12. Juni 2016 statt.